# Arluno
Arluno est une commune italienne de la ville métropolitaine de Milan, dans la région de la Lombardie.

## Administration
| Période                                  | Période  | Identité   | Étiquette                      | Qualité |
| ---------------------------------------- | -------- | ---------- | ------------------------------ | ------- |
| 2004                                     | En cours | Luigi Losa | Lista civica (centro-sinistra) |         |
| Les données manquantes sont à compléter. |          |            |                                |         |

### Frazione
Rogorotto.

### Communes limitrophes
Parabiago, Nerviano, Pogliano Milanese, Casorezzo, Vanzago, Ossona, Sedriano, Santo Stefano Ticino, Vittuone, Corbetta.

## Jumelages
- San Justo (Argentine) depuis 2007.